# Четвертий дивізіон Футбольної ліги

Четвертий дивізіон Футбольної ліги (англ. Football League Fourth Division) — четвертий за рівнем дивізіон англійської Футбольної ліги до утворення Прем'єр-ліги 1992 року.

## Історія
Заснований 1958 року після об'єднання Третього дивізіону. З сезону 1992-93 Футбольна ліга Англії була зменшена до трьох дивізіонів і Четвертий дивізіон було скасовано.